# Héctor Melgar
Héctor Daniel Melgar Muz (ur. 9 września 1992) – gwatemalski zapaśnik walczący w obu stylach. Zajął dwunaste miejsce na mistrzostwach panamerykańskich w 2014. Brązowy medalista igrzysk Ameryki Środkowej w 2013 i 2017 roku.